# Смілка зеленоцвіта
Смілка зеленоцвіта, смілка зеленоквіткова (Silene viridiflora) — вид рослин з родини гвоздикових (Caryophyllaceae); зростає у Європі й західній Азії.

## Опис
Багаторічна рослина 50–100 см. Стебла внизу волохато-запушені, вгорі залозисті. Листки овальні, 4–7 см завдовжки, 2.5–4 см шириною. Квіти одиночні або 2–3 на кінцях гілок. Чашечки при плодах дещо роздуті, 13–17 мм завдовжки. Пелюстки зеленуваті, без придатків.

## Поширення
Поширений у західній, центральній і південній Європі, Туреччині, Лівані, Сирії.
В Україні вид зростає у лісах, чагарниках, на галявинах — у Закарпатті (село Малий Березний), гірському Криму (ПБК і пояс букових лісів), дуже рідко.